# Loop (serie televisiva)
Loop (Tales from the Loop) è una serie televisiva statunitense del 2020 creata da Nathaniel Halpern.
La serie si basa sulle opere illustrate dell'artista svedese Simon Stålenhag, tra cui l'omonimo libro illustrato pubblicato nel 2014 e un gioco da tavolo pubblicato nel 2017. Tutti gli episodi della prima stagione sono stati pubblicati sul servizio di streaming Prime Video dal 3 aprile 2020.

## Trama
Negli anni sessanta in una zona rurale dell'Ohio è stato costruito un grande acceleratore di particelle nelle profondità della campagna circostante. Negli anni ottanta gli abitanti della zona vivono e lavorano per quello che viene chiamato il "Loop". Le loro vicende quotidiane e personali saranno stravolte da eventi e paradossi legati al Loop.

## Episodi
| Stagione       | Episodi | Prima TV originale | Prima TV Italia |
| -------------- | ------- | ------------------ | --------------- |
| Prima stagione | 8       | 2020               | 2020            |

## Personaggi e interpreti
- Loretta Willard, interpretata da Rebecca Hall, doppiata da Selvaggia Quattrini
- Russ Willard, interpretato da Jonathan Pryce, doppiato da Gianni Giuliano
- Jakob Willard, interpretato da Daniel Zolghadri, doppiato da Leonardo Caneva
- Cole Willard, interpretato da Duncan Joiner, doppiato da Valeriano Corini
- George Willard, interpretato da Paul Schneider, doppiato da Lorenzo Scattorin
- Danny Jansson, interpretato da Tyler Barnhardt, doppiato da Alex Polidori
- Gaddis, interpretato da Ato Essandoh, doppiato da Giuliano Bonetto
- May, interpretata da Nicole Law, doppiata da Sara Labidi
- Klara Willard, interpretata da Jane Alexander, doppiata da Angiola Baggi
- Loretta bambina, interpretata da Abby Ryder Fortson, doppiata da Alessandra Cannavale
- Ed Jansson, interpretato da Dan Bakkedahl, doppiato da Edoardo Siravo
- Kate Jansson, interpretata da Lauren Weedman, doppiata da Alessandra Korompay
- Beth Jansson, interpretata da Alessandra de Sa Pereira
- Ethan, interpretato da Danny Kang, doppiato da Tito Marteddu
- Lucas, interpretato da Dominic Rains, doppiato da Guido Di Naccio
- Alex, interpretato da Jon Kortajarena, doppiato da Giacomo Bartoccioli
- Kent, interpretato da Brian Maillard, doppiato da Gianluca Cortesi
- George bambino, interpretato da Emjay Anthony, doppiato da Mattia Fabiano
- Sarah, interpretata da Stefanie Estes, doppiata da Federica Martinelli
- Alma, interpretata da Elektra Kilbey, doppiata da Benedetta Ponticelli
- Cole adulto, interpretato da Shane Carruth

## Produzione
Il 17 luglio 2018, è stato annunciato che Amazon avrebbe iniziato la produzione di una serie basata sull'omonimo libro illustrato del neo-futurista artista svedese Simon Stålenhag. L'idea di questo adattamento è venuta al regista Matt Reeves, che è produttore esecutivo, affidando il ruolo di showrunner a Nathaniel Halpern. Halpern ha spostato lo scenario dalla rurale Svezia alle campagne dell'Ohio.
Tra i produttori esecutivi figura anche Mark Romanek, che ha diretto l'episodio pilota. Tra gli altri registi coinvolti nel progetto figurano Andrew Stanton, Charlie McDowell, Ti West e Jodie Foster. Le società di produzione coinvolte nella serie sono Indio Film, 6th & Idaho Moving Picture Company, Fox 21 Television Studios e Amazon Studios.